# 梅芳姑
梅芳姑是金庸小說《俠客行》裡頭的人物。
梅芳姑是丁不四和梅文馨的私生女，習得丁梅兩家武學，年紀輕輕就成為梅花拳掌門人，除此也善於文學和烹飪，加上長相美麗，是個才貌出眾的女強人。
梅芳姑心儀上清觀門人石清，无奈石清却钟情于虽然温柔美貌，但却樣樣不如梅芳姑的师妹閔柔。梅芳姑失戀後上門報復情敵，將年幼的石中堅奪去，石清夫婦後來看到被以為是石破天的死嬰，把梅芳姑視為殺子仇人決計雪恨。梅芳姑則隱居在熊耳山枯草嶺，為了洩憤，自毀容貌。根據後文推斷，石破天極有可能就是被奪去的石中堅，被梅芳姑收為養子後改名為狗雜種，而且梅芳姑對他態度十分惡劣，幸好石破天本性善良，反而對她十分孝敬。
幾年後的某天梅芳姑不知何故外出許久未歸，下山尋母的石破天因此開始涉入江湖。後來尋女的梅文馨在俠客島上得知梅芳姑居處，輾轉被史小翠告知石清夫婦，石清夫婦、助拳的雪山派眾人和不知情的石破天跟著前往討公道時，才知道梅芳姑和石破天是母子關係。石清向梅芳姑表達出他為何選擇閔柔的原因後，梅芳姑傷心下自殺身亡。梅文馨抱起梅芳姑的遺體，露出點有守宮砂的手臂，眾人發現梅芳姑仍是處子。但是其實沒有死。